# Szputnyik–5
A Szputnyik–5 (oroszul: Спутник-5) a szovjet műhold-sorozat tagja, biológiai technikai műhold.

## Küldetés
A Vosztok-program keretében a második, ember szállításra alkalmas űreszköz volt, amelyik élőlényeket (kutya) szállított. A harmadik, amely az ember szállítására alkalmas eszköz automatikus ellenőrzését biztosította éles körülmények között, és az első olyan űrjármű, ami  a szállított élőlényeket sikeresen visszahozta a Földre. Szakmai programja megegyezett a Szputnyik–4 egységgel. A televíziós felvételek folyamatosan nyomon követték a kutyák viselkedését. A földet érést követően egészséges kölyökkutyák születtek. Nyikita Szergejevics Hruscsov küldött egyet John Fitzgerald Kennedy lányának, Caroline Bouvier Kennedynek. A program irányítását a Kalinyingrádban felépített irányítási központból végezték.
Az orbitális egység két részből állt: az ember szállítására alkalmas fülke és a műszerrekesz. A fülkébe helyezték el az állatokat (életfenntartó eszközöket, az élettani folyamatokat mérő-ellenőrző műszereket), az egyéb tudományos kutatásokra való felszerelést, és a biológiai kísérletek számára szükséges növényeket, a televíziós eszközt és a rádiótechnikát. Folyamatosan ellenőrizték a tájoló berendezést, a szögsebességet, a hőmérsékletet, a zajt, a leszállást elősegítő automatikus rendszert.

## Jellemzői
1960. augusztus 19-én a bajkonuri űrrepülőtér indítóállomásról egy Voszhod (11A57) hordozórakétával állították Föld körüli pályára. Az orbitális egység pályája 90,72 perces, elliptikus pálya-perigeuma 287 kilométer, apogeuma 324 kilométer volt. Hasznos tömege 4600 kilogramm. Aktív szolgálati ideje 1960. augusztus 20-án befejeződött. A göb alakú visszatérő kabin hagyományos módon, első űrhajóként sikeresen visszahozta a kísérleti élőlényeket, növényi és egyéb kultúrákat.

## Személyzet
A Belka és Sztrelka kutyák, 40 egér, 2 patkány, rovarok, gombakultúrák, biosejtkultúrák és sok növény (kukorica, búza, borsó és hagymák) magja.
Belka és Sztrelka kutyák inspirálták és alapjául szolgáltak a 2010-es 3D-s orosz animációs filmnek, a Csillagkutyáknak.

## Külső hivatkozások
- Szputnyik–5. spacefacts.de. (Hozzáférés: 2012. november 9.)

| Elődje: Szputnyik–4 | Szputnyik–5 1960 | Utódja: Szputnyik–6 |